# Afrodynerus monstruosus
Afrodynerus monstruosus (лат.) — вид одиночных ос (Eumeninae), единственный в составе рода Afrodynerus.

## Описание
От близких родов ос отличается следующими признаками: мезонотум с глубокими парапсидальными бороздками; скутеллюм, метанотум и дорсальная сторона проподеума со срединной впадиной; брюшко и грудь с грубой пунктировкой. Проподеум удлиненный, не менее ширины метанотума. Задняя граница тергита I полупрозрачная. Метанотум без боковых зубцов. Тегулы сужаются кзади, достигая заднего конца паратегул. Пронотум шире длины в дорсальном виде; тергит I длиннее ширины в дорсальном виде; задний конец тергита II с неглубокой впадиной. Тергит I более чем в 0,5 раза шире тергита II в дорсальном виде. Средние голени с одной шпорой. Переднее крыло с первой и второй возвратными жилками, исходящими в субмаргинальной ячейке II.
Вид был впервые описан под названием Odynerus (Afrodynerus) monstruosus с выделением подрода Afrodynerus. В 1986 году подрод повышен до ранга отдельного монотипического рода Afrodynerus.

## Распространение
Встречается в Афротропике (Эритрея) и Палеарктике.